# Hyles nervosa
The Ladakh Hawkmoth (Hyles nervosa) là một loài bướm đêm thuộc họ Sphingidae. Loài này có ở miền đông Afghanistan, miền bắc và miền tây Ấn Độ, miền bắc Pakistan và the extreme phía tây của Xizang Province và Tây Tạng.
Sải cánh dài 68–87 mm. Con trưởng thành bay từ tháng 3 đến tháng 5, tháng 6 đến tháng 7 và in tháng 9. Có ba lứa một năm.
Ấu trùng ăn Herbaceous Euphorbia species.